# 트랜섬 작전

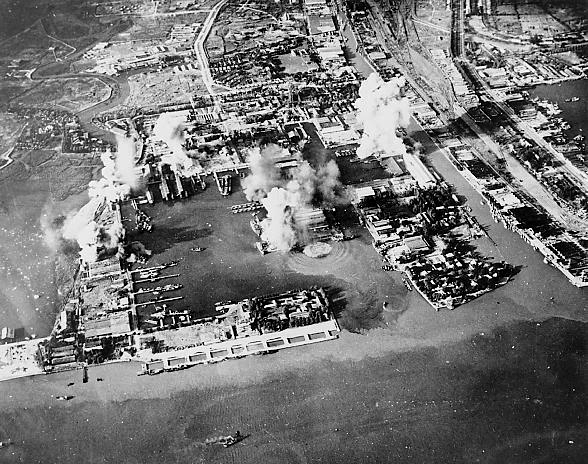
1944년 5월 17일 연합군 항공모함의 공격 당시 수라바야

트랜섬 작전(Operation Transom)은 제2차 세계 대전 당시 연합군이 인도네시아 자와섬의 일본 점령지 수라바야를 공격한 작전이다. 영국이 이끄는 동부 함대가 지휘한 이 작전은 1944년 5월 17일에 이루어졌으며 미국과 영국의 함상기가 도시의 부두와 정유소를 폭격했다. 미국 뇌격기 1대가 격추되었고, 영국 뇌격기 2대가 사고로 분실됐다.
수라바야 공격은 1944년 인도양에서 이루어진 미국-영국 항공모함의 두 번째이자 마지막 공습이었다. 일본군이 연합군이 뉴기니섬 앞바다 와크데 섬에 상륙하는 것을 방해하고 미국 항공모함을 활용하기 위해 태평양으로 돌아가는 항해 중 수행되었다. 작전에 참여한 군함은 실론에서 출항하여 서호주에서 연료를 보급한 후 항공모함의 항공기가 진수된 자와섬 남쪽 해역에 도착했다. 5월 17일 아침, 연합군 항공기 두 그룹이 수라바야 항구와 여러 산업 시설을 공동 공격하여 일본군을 놀라게 했다. 그날 밤 미국 중폭격기가 수라바야를 공격했고 호주 항공기는 인근 해역에 지뢰를 설치했다. 이 항공기는 호주 북부 기지에서 운항되었다.
연합군이 입힌 피해에 대한 추정치는 다르다. 일부 소식통에서는 결과가 미미하다고 설명하고 다른 소식통에서는 그 결과가 중요하다고 주장한다. 이번 공습으로 인한 민간인 사상자 수는 알려지지 않았다. 이 작전을 통해 영국 왕립 해군이 우수한 미국 해군 항공모함 전술을 유용하게 활용할 수 있게 되었다는 데는 의견이 일치한다. 동부 함대는 심각한 위협으로 간주되지 않았기 때문에 공격은 일본군 배치에 영향을 미치지 않았다.